# Herbert Stephenson Boreman
Herbert Stephenson Boreman (* 21. September 1897 in Middlebourne, Tyler County, West Virginia; † 26. März 1982 in Parkersburg, West Virginia) war ein US-amerikanischer Jurist und Politiker. Nach seiner erstmaligen Berufung durch Präsident Dwight D. Eisenhower fungierte er ab 1954 als Bundesrichter. Zunächst gehörte er dem Bundesbezirksgericht für den nördlichen Distrikt von West Virginia an, dann ab 1959 dem Bundesberufungsgericht für den vierten Gerichtskreis.

## Werdegang
Nach dem Schulbesuch absolvierte Herbert Boreman das College of Law der West Virginia University in Morgantown und erwarb dort 1920 den Abschluss als Bachelor of Laws. Kurz darauf begann er in Parkersburg als Jurist zu praktizieren. Von 1923 bis 1927 fungierte er als stellvertretender Bundesstaatsanwalt; außerdem war er in diesem Zeitraum Scheidungsbeauftragter (Divorce Commissioner) am Kreisgericht im Wood County. Danach betrieb er bis 1929 erneut seine private Praxis, ehe er zum Staatsanwalt im Wood County bestellt wurde. Zwischen 1932 und 1954 ging er dann ein weiteres Mal seiner privaten Anwaltstätigkeit in Parkersburg nach. Während dieser Zeit hatte er von 1942 bis 1950 auch einen Sitz im Senat von West Virginia inne. Im Jahr 1948 war Boreman der republikanische Kandidat für das Amt des Gouverneurs von West Virginia, doch er unterlag dem Demokraten Okey L. Patteson mit 43:57 Prozent der Stimmen.
Am 22. Juni 1954 wurde Boreman durch Präsident Eisenhower als Nachfolger des verstorbenen William Eli Baker zum Richter am United States District Court for the Northern District of West Virginia ernannt. Die Bestätigung durch den Senat der Vereinigten Staaten erfolgte am 21. Juli desselben Jahres, woraufhin er sein Richteramt einen Tag später antrat. Am 17. Juni 1959 wechselte er – erneut auf Berufung durch Dwight D. Eisenhower am 20. Januar desselben Jahres – an das Bundesberufungsgericht für den vierten Gerichtskreis, der die Bundesstaaten West Virginia, Virginia, Maryland, North Carolina und South Carolina umfasst. Hier folgte er nach der Bestätigung durch den Senat auf den verstorbenen John Johnston Parker. Ein bereits im Oktober 1958 während der Sitzungspause des Kongresses erfolgtes Recess Appointment hatte er abgelehnt. Boreman übte sein Amt bis zum 15. Juni 1971 aus, als er in den Senior Status wechselte und damit faktisch in den Ruhestand ging. Sein Nachfolger wurde John A. Field.